# Вулиця Марка Черемшини (Львів)
Вулиця Марка Черемшини — вулиця у Личаківському районі міста Львова, в місцевості Цетнерівка. Прямує від вулиці Личаківської до Ботанічного саду Львівського університету, що розташований на вул. Марка Черемшини, 44.
Прилучаються вулиці Юрія Руфа, Кутова, Цетнерівка, Кобзарська, Банаха.

## Назва
До 1871 року вулиця мала назви: Цетнерівка — на честь колишнього власника маєтку — белзького воєводи Ігнація Цетнера, який наприкінці XVIII століття створив тут парк з екзотичними рослинами; Личаківська бічна, Піски на Личакові. Від 1871 року — вулиця Цетнерівська, від 1936 року — вулиця Дунін-Вонсовіча, на честь офіцера Війська Польського, учасника польсько-української війни Болеслава Дунін-Вонсовіча (1894–1919). Під час німецької окупації, а саме від 1943 року — Дорошенкоґассе, на честь визначного українського військового, політичного та державного діяча, Гетьмана Війська Запорозького Правобережної України Петра Дорошенка. У липні 1944 року на короткий час було повернена довоєнна назва — вулиця Дунін-Вонсовіча. У жовтні 1945 року — вулиця Хорольська, на честь міста Хорол, що на Полтавщині. У грудні того року вдруге повернена довоєнна назва вулиці. У 1946 року вулиця отримала свою сучасну назву — вулиця Марка Черемшини, на честь видатного українського письменника та громадського діяча.

## Забудова
У забудові вулиці Марка Черемшини переважають архітектурні стилі — класицизм, конструктивізм 1930-х—1970-х років, віденська сецесія, а також типова одноповерхова садибна забудова. Декілька будинків внесено до реєстру пам'яток архітектури місцевого значення.

### Будинки
№ 3 — один із небагатьох передміських одноповерхових будинків епохи класицизму, що тривалий час зберігав первісний вигляд. У ніші на фасаді уміщено фігуру покровителя пожежників святого Флоріана, що ймовірно походить із майстерні Шімзерів. Мистецтвознавець Юрій Бірюльов припускає, що фігура виконана Франциском Щудловським у 1874 році. 2004 року проведена реконструкція будинку. Від 1993 року вілла внесена до реєстру пам'яток архітектури місцевого значення під охоронним № 2496-м.
№ 17. Комплексна навчально-спортивна база ЛДУФК (стадіон Скіф)
 
Стадіон споруджений у 1897 році для потреб польського гімнастичного товариства «Сокіл» фірмою Івана Левинського, ймовірно за проєктом Казимира Мокловського. Це був найбільший стадіон тогочасного Львова. Біля стадіону стояв критий дерев'яний кінний манеж споруджений 1898 року у закопанському стилі і також за проєктом Івана Левинського, на місці якого у міжвоєнний період був споруджений мурований цегляний будинок для спортивних вправ.
Постановою від 1 червня 1946 року Львівському державному інституту фізичної культури було передано стадіон зі спортивним манежем загальною площею 3 га, що до того належав спортивній спілці «Спартак». Пізніше там проводила тренування та офіційні матчі львівська міні-футбольна команда «Україна 1903» (тренер Роман Мелех). Один з вихованців Р. Мелеха — Роман Ковальчик залучався до лав збірної України, у складі якої став срібним призером Чемпіонату Європи з футзалу. Наприкінці 1990-х— початку 2000-х років головним полем університетського стадіону послуговувався реґбійний клуб «Сокіл». На початку 2000-х років на паркеті палацової зали проводила поєдинки національної першості України з гандболу львівська жіноча гандбольна команда «Галичанка». Нині в будівлі Палацу спорту міститься один із корпусів ЛДУФК, де розташовано практичні та медико-біологічні кафедри, легкоатлетичний манеж для фехтування, боксу та єдиноборства, а сам стадіон під назвою «Скіф» є спортивною ареною цього вишу. 2012 року відбулася реконструкція стадіону «Скіф» у рамках підготовки до проведення фінальної частини чемпіонату Європи з футболу 2012 року.
№ 31. Спорткомплекс львівського національного університету імені Івана Франка
 
Закладення сучасного комплексу започаткували студенти університету за участі викладачів кафедри фізичного виховання львівського університету у 1957—1959 роках, коли розчистили частину давнього фільварку Цетнерівка від будівельного сміття, яке сюди зсипали під час будівництва меморіалу Пагорб Слави. Спочатку було облаштоване футбольне поле та легкоатлетичні доріжки і сектори, згодом — комплексний майданчик для спортивних ігор площею 6,2 га. У травні 1977 року розбудова майбутнього спорткомплексу продовжилася. Тоді за проєктом архітектора Б. Кузнєцова розпочали спорудження навчально-спортивного комплексу Львівського державного університету ім. І. Франка, котрий у 1980 році був введений в експлуатацію.
№ 44. Ботанічний сад львівського національного університету імені Івана Франка

Наприкінці XVIII століття власником давнього маєтку Ігнатієм Цетнером був створений великий парк з екзотичними рослинами. У 1911 році територію парку Цетнерівка загальною площею 4,5 га було придбано Львівським університетом і того ж року на основі парку був створений Ботанічний сад Львівського університету.

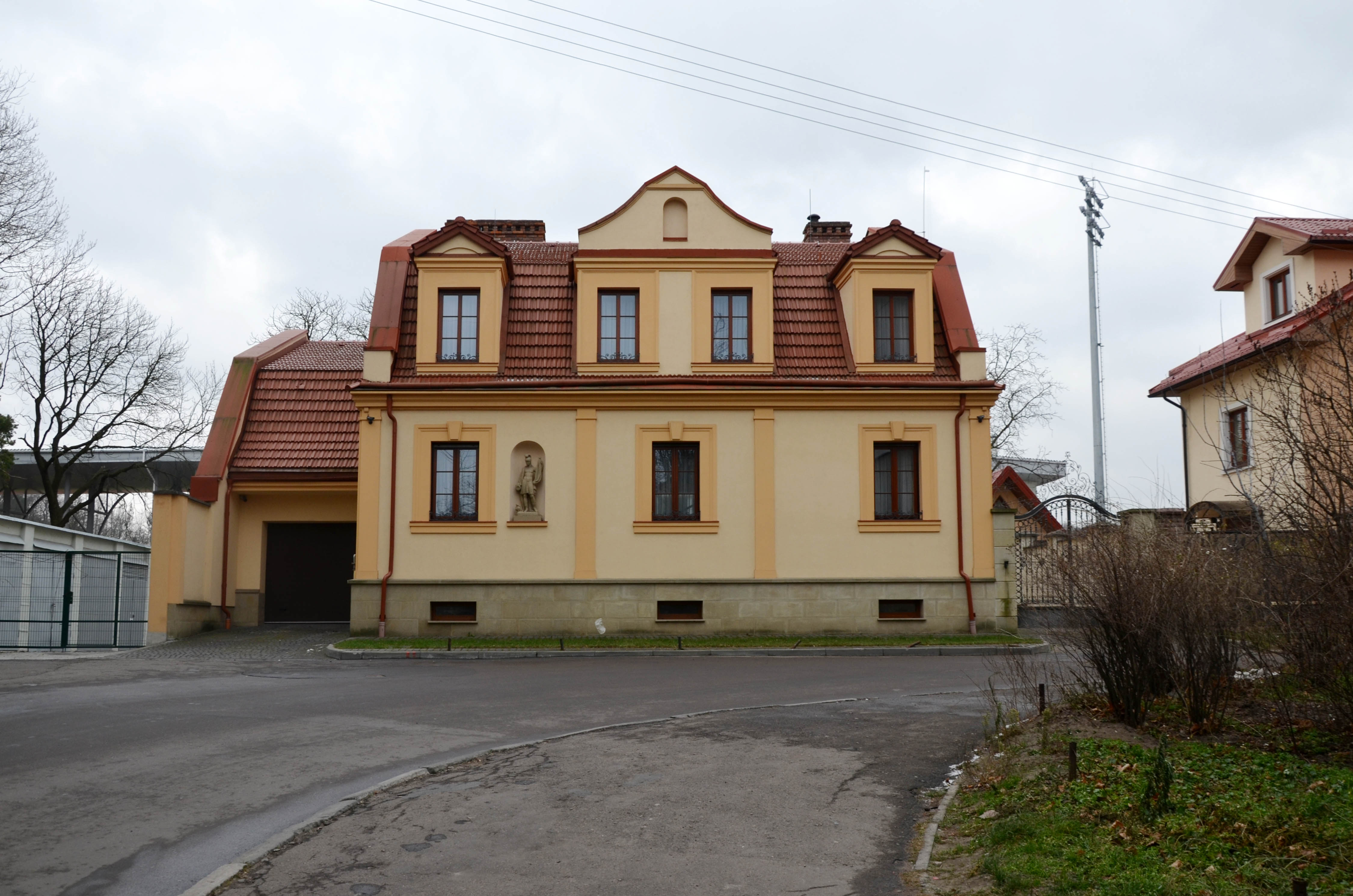
Вілла (вул. Марка Черемшини, 3)
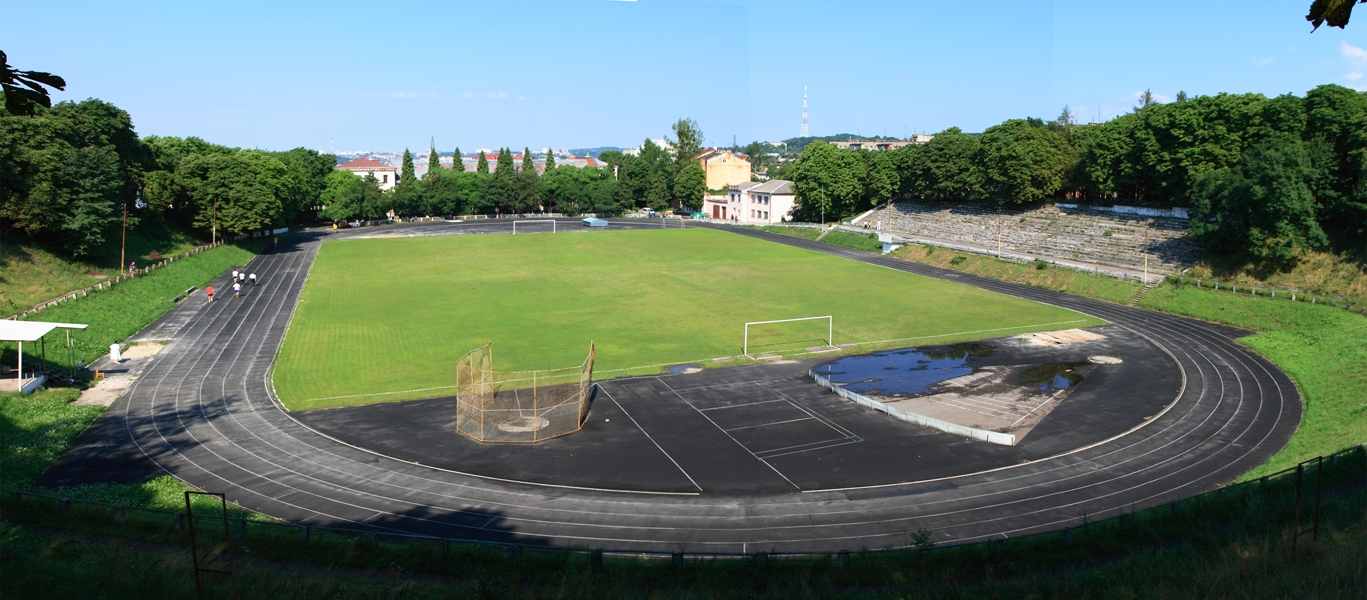
Стадіон «СКІФ» (вул. Марка Черемшини, 17)
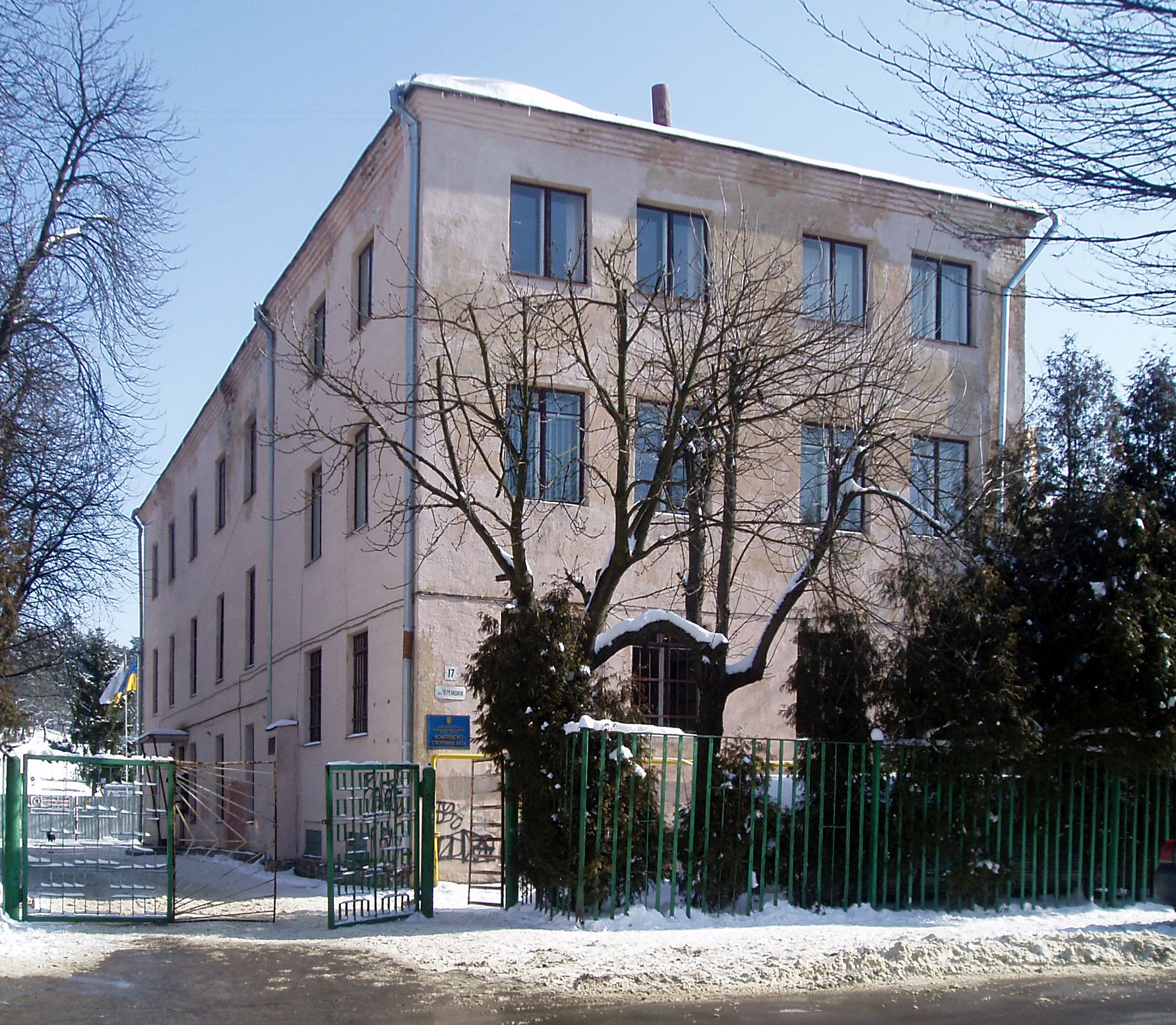
Адмінбудівля спорткомплексу ЛДУФК (вул. Марка Черемшини, 17)
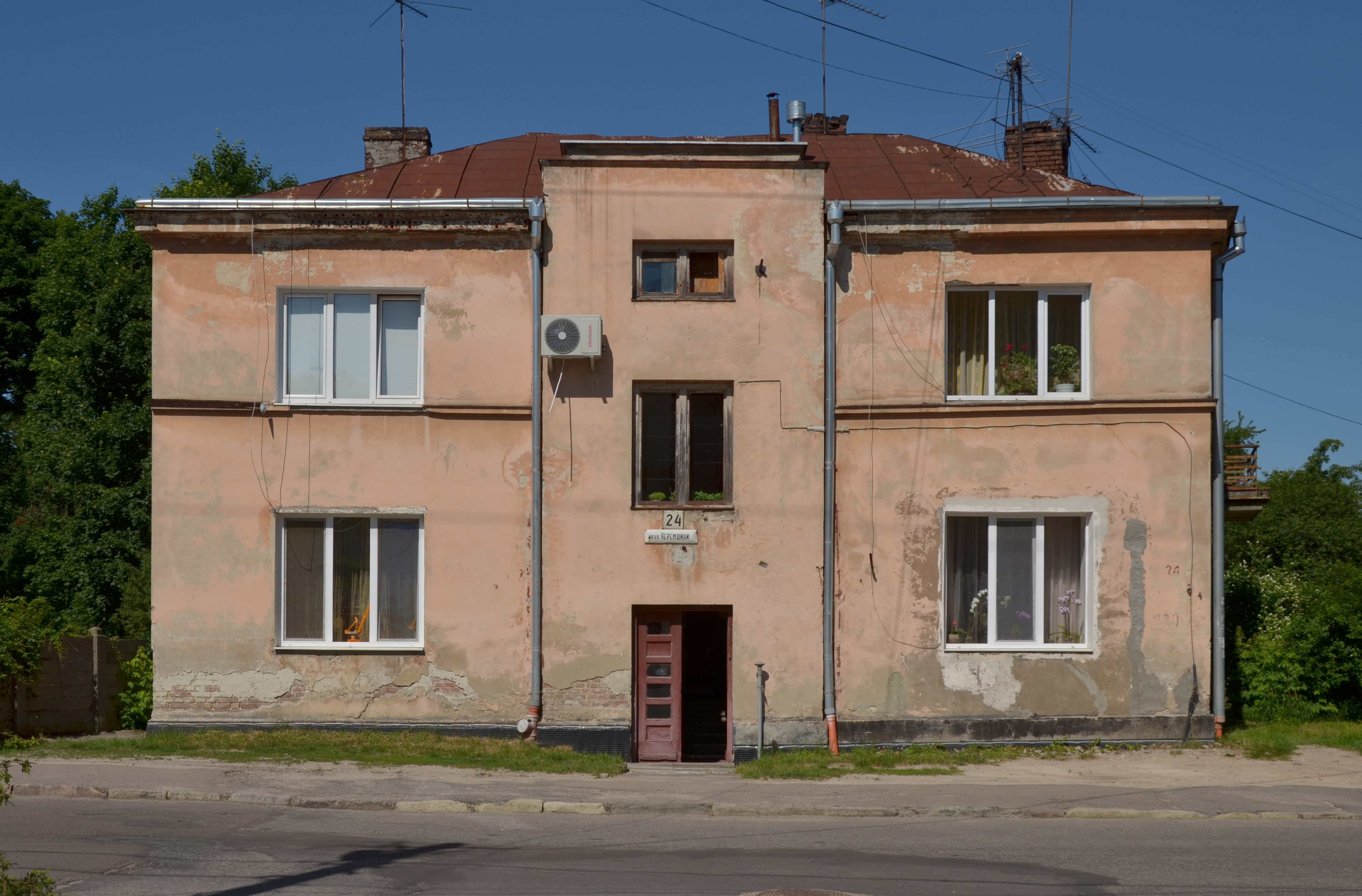
Кам'яниця (вул. Марка Черемшини, 24)